# Jeff Atkinson
Jeff Atkinson (né le 24 février 1963 à Manhattan Beach) est un athlète américain spécialiste du 1 500 mètres. Sponsorisé par Nike, il mesure 1,85 m pour 68 kg.

## Biographie
En 1988, il remporte les sélections olympiques américaines sur 1 500 mètres en 3 min 40 s 94 devançant Steve Scott et Mark Deady.

### Palmarès
| Date | Compétition                    | Lieu     | Résultat | Performance   |
| ---- | ------------------------------ | -------- | -------- | ------------- |
| 1988 | Jeux olympiques d'été          | Séoul    | 10e      | 3 min 40 s 80 |
| 1989 | Championnats du monde en salle | Budapest | 3e       | 3 min 38 s 12 |
| 1991 | Championnats du monde en salle | Séville  | 6e       | 3 min 46 s 25 |

### Records
| Épreuve      | Performance   | Lieu | Date |
| ------------ | ------------- | ---- | ---- |
| 1 500 mètres | 3 min 35 s 15 |      | 1898 |
| Mile         | 3 min 52 s 80 |      | 1988 |